# Godyris pseudodiversivoca
Godyris pseudodiversivoca är en fjärilsart som beskrevs av Ferreira d'almeida 1922. Godyris pseudodiversivoca ingår i släktet Godyris och familjen praktfjärilar. Inga underarter finns listade i Catalogue of Life.